# Son de mar
Son de mar és una pel·lícula espanyola, dirigida per Bigas Luna l'any 2001, a partir d'una novel·la homònima de Manuel Vicent i en la qual vol reflectir la part onírica del dolor. Fou rodada a Dénia.

## Argument
Un dia del final de l'estiu, Ulisses (Jordi Mollà) arriba a una petita ciutat de la costa mediterrània per a ser el nou professor de literatura de l'institut. Allí descobrirà la sensualitat del Mediterrani a través de la mar, de l'olor dels tarongers i de les delicioses patates fregides que li prepara una noia, Martina (Leonor Watling).
Ulisses no pot evitar enamorar-se bojament d'ella. I Martina cau fetillada per les històries que ell li compta. Es casen i tenen un fill, però una matinada que surt a pescar tonyines en la seva petita barca de pesca, Ulisses desapareix i és donat per mort. Al cap de poc temps, Martina es casa amb Alberto Sierra (Eduard Fernández), un ric constructor local. Quan ella se sent instal·lada en aquesta vida de luxe, Ulisses reapareix perquè no ha pogut oblidar-la.
Decidida a donar-li una segona oportunitat, Martina tanca al seu anterior marit a la part alta d'un gratacel sense acabar perquè ningú descobreixi que està viu. És llavors quan les trobades entre la parella es fan cada vegada més enceses. Però com en qualsevol triangle passional, el destí deixa un estret buit per a la felicitat.

## Repartiment
- Jordi Mollà: Ulises
- Leonor Watling: Martina
- Eduard Fernández: Sierra
- Neus Agulló: Roseta
- Ricky Colomer: Abel
- Pep Cortés: Basilio
- Sergio Caballero: Xavier
- Carla Collado: dona de vermell
- Juan Muñoz: president

## Premis
XVI Premis Goya (2001)
| Categoria                   | Persona          | Resultat |
| --------------------------- | ---------------- | -------- |
| Millor actor de repartiment | Eduard Fernández | Candidat |
| Millor guió adaptat         | Rafael Azcona    | Candidat |